# Burhan Sahyouni
Burhan Ahmed Sahyouni (tiếng Ả Rập: برهان أحمد صهيوني) (sinh ngày 7 tháng 4 năm 1986 ở Idlib, Syria) là một cầu thủ bóng đá Syria. Hiện tại anh thi đấu cho Al-Wahda, thi đấu ở Giải bóng đá ngoại hạng Syria, giải đấu cao nhất ở Syria.

## Sự nghiệp quốc tế
Burhan Sahyouni hiện tại là thành viên của Đội tuyển bóng đá quốc gia Syria.
Anh ra sân 3 lần cho Đội tuyển bóng đá quốc gia Syria trong suốt vòng loại của Giải bóng đá vô địch thế giới 2010.

### Bàn thắng quốc tế
Tỉ số và kết quả liệt kê bàn thắng của Syria trước:
| # | Thời gian           | Địa điểm                                    | Đối thủ | Bàn thắng | Kết quả | Giải đấu                          |
| - | ------------------- | ------------------------------------------- | ------- | --------- | ------- | --------------------------------- |
| 1 | 17 tháng 8 năm 2011 | Sân vận động Quốc tế Saida, Sidon, Lebanon  | Liban   | 1–1       | 3–2     | Giao hữu quốc tế                  |
| 2 | 15 tháng 8 năm 2013 | Sân vận động Shahid Dastgerdi, Tehran, Iran | Jordan  | 1–1       | 1-1     | Vòng loại Cúp bóng đá châu Á 2015 |

## Danh hiệu

### Câu lạc bộ
Al-Jaish
- Giải bóng đá ngoại hạng Syria: 2009–10